# Louis de Boullogne d.y.

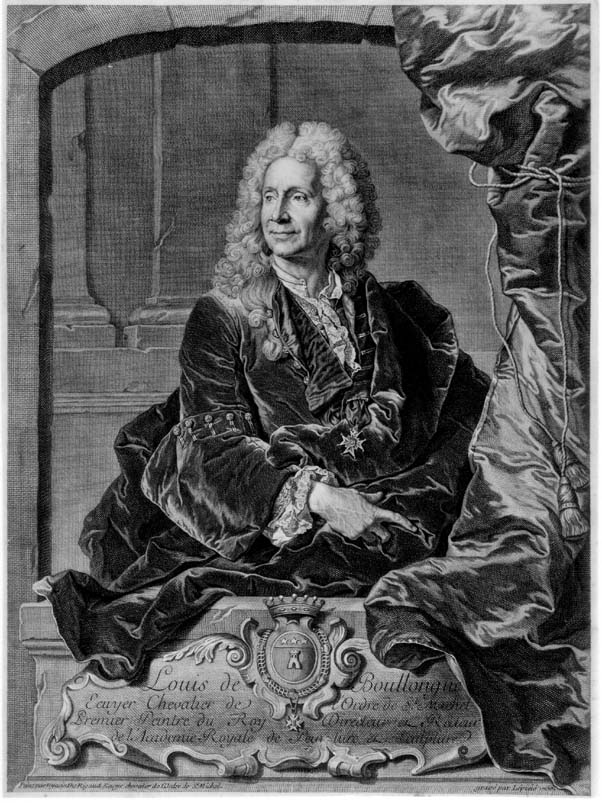
Louis de Boullogne d.y.

Louis de Boullogne II, född 1657 i Paris, död 2 november 1733 i Paris, var en fransk konstnär.
Han arbetade med sin far Louis Boullogne på dekorationerna av Louvrens stora galleri, och senare under Charles Le Bruns ledning på slottet Versailles. Han blev 1722 franska konstakademins direktör.